# Tropidophorus noggei
Espèce
Tropidophorus noggei est une espèce de sauriens de la famille des Scincidae.

## Répartition
Cette espèce est endémique de la province de Quảng Bình au Viêt Nam.

## Étymologie
Cette espèce est nommée en l'honneur de Gunther Nogge.

## Publication originale
- Ziegler, Thanh & Thanh, 2005 : A new water skink of the genus Tropidophorus from the Phong Nha-Ke Bang National Park, central Vietnam (Squamata: Sauria: Scincidae). Salamandra, vol. 41, no 3, p. 137-146 (texte intégral).